# روبرتو آنزولین
روبرتو آنزولین (به ایتالیایی: Roberto Anzolin) بازیکن فوتبال و دروازه‌بان اهل ایتالیا است که از سال ۱۹۶۶ میلادی عضو تیم ملی فوتبال ایتالیا بوده و در ۱ بازی ملی حضور داشته‌است. او در بازی‌های ملی‌اش گلی دریافت نکرد.
روبرتو آنزولین آخرین بازی ملی خود را در سال ۱۹۶۶ میلادی انجام داد.